# Парк Астерікс
Парк розваг Астерікс (фр. Parc Astérix) – парк атракціонів, заснований на історії відомих французьких коміксів та мультфільмів про римлян та предків французів – галлів. Парк розташований за 30 кілометрів на північ від Парижа. Це третій за відвідуваністю парк атракціонів у Франції: приблизно 1 800 000 відвідувачів на рік.

## Основні факти
Парк Астерікс - це комплекс, який включає у себе тематичний парк та готель. Його відкрили 30 квітня 1989 р., керівником з 2002 р. є «Compagnie des Alpes». Він розташований за 32 кілометри від Діснейленда, площа – приблизно 20 га, щорічний прибуток — 65 млн євро.
Парк Астерікс заснований на історії Астерікса, створеній художником Альбертом Удерзо та письменником Рене Госсіні. Він вважається домашнім парком, його відвідувачі в більшості парижани. Тому черг тут, як правило, не буває. Відкритий парк цілий рік, але основні атракціони працюють з квітня по жовтень. З 2008 р. парк відкритий і взимку. У зимовий час на відвідувачів чекає парад героїв з фільмів і коміксів в образах Санта Клауса, величезна ковзанка, кафе та ресторани у різдвяному вбранні, циркові вистави.
Парк пропонує близько 30 атракціонів на теми відомого коміксу. До того ж дуже багато водних атракціонів, яких немає в Діснейленді.
Парк розваг Астерікс розділений на 5 основних історичних зон: Галльське селище, Римська імперія, Давня Греція, Країна вікінгів і Париж в Середні століття (до XIX століття). У кожній тематичній зоні гостей розважають персонажі коміксів, одягнені у відповідні костюми епохи. Тут розташовані найбільші в Європі американські гірки: Tonnere de Zeus (Грім Зевса), Goudurix - сім «мертвих» петель, La Trace du Hourra - траса довжиною 900 метрів. У парку багато водних атракціонів, є замок жахів Transdemonium. Крім катання на атракціонах можна подивитись шоу-програми: в «Театрі Посейдона» виступають танцюючі дельфіни, в секції Римська імперія демонструють 3D-шоу та розважальні програми за участю клоунів та акробатів в «Римському цирку».

## Розташування
Адреса: 60128 Plailly. Парк розташований за 36 км на північ від Парижа, за 10 км від аеропорту Шарль де Голль.
З Парижу до парку можна дістатися потягом: RER - лінія В3 до станції Roissy - Charles de-Gaulle-(аеропорт Шарль де Голль), потім вийти на вулицю за вказівниками «CDG-1, CDG-2». Далі від автобусної станції аеропорту (Gare routi Re de Roissy) від платформи А3 автобусом до Parc Ast Rix.
Автобусом: з метро Palais Royal вихід до «Carrousel du Louvre» (вулиця Ріволі) або через «Піраміду» Лувра до Hall Charles V.
На автомобілі: автострада А1 в напрямку міста Лілль, поворот на Parc Asterix між розв'язками 7 і 8.

## Витоки і сюжет
Історія протистояння галла Астерікса римлянам неймовірно популярна у Франції. Книга коміксів з описом пригод перекладена більш ніж 40 мовами.
Астерікс - вигаданий галл, герой коміксів, мультфільмів і комедійних художніх фільмів, що входять до циклу «Астерікс і Обелікс». У цих творах Астерікс і його найкращий друг Обелікс, користуючись чарівним зіллям, звареним друїдом Панораміксом, ведуть боротьбу з римлянами на чолі з Цезарем, які вторглися в Галлію. Героям доводиться подорожувати по різних країнах і регіонах, як європейських (Велика Британія, Іспанія, Італія), так і екзотичних (Єгипет, США, Індія).
Астерікс має популярність у більшості європейських країн, а також Канаді, Австралії, Новій Зеландії, Індії, Індонезії, Сінгапурі, Кенії, Бразилії, Аргентині, Уругваї та Колумбії.
Міфічний Астерікс разом з півнем символізує галльське походження Франції. 29 жовтня 2009 р. французи святкували 50-річчя з моменту виходу першої книжки про пригоди Астерікса.
Французи настільки шанують персонажа, що коли у середині 2010 р. McDonald's запустив рекламу, на якій зображений Астерікс, багато хто висловив обурення з цього приводу.
На білбордах Астерікс і Обелікс на застіллі замість традиційного м'яса з пивом поглинають бігмаки і колу. На думку фанатів французьких коміксів, Астерікс, який є втіленням патріотизму і незалежності, продався американцям і консюмеризму. "Непереможний маленький галл вистояв проти римлян, проте здався американцям", - написала газета «Figaro».
До речі, у 2001 році, у Франції McDonald’s замінив Астеріксом свого традиційного клоуна - Рональда Макдональда.

## Історія створення
Парк Астерікс був одним з наймасштабніших проектів французьких тематичних парків у 1980 р. Компанія «Parc Astérix SA» була заснована у 1985 р. Шість фахівців спроектували дизайн парку. У нього було закладено 850 мільйонів французьких франків інвестицій.
30 квітня 1989 р. парк розваг відкрив міністр культури Джек Ланг. Спочатку відвідуваність побила всі рекорди, але незабаром гості почали виявляти незадоволення кількістю місць у ресторанах, повільним процесом паркування, недоліками у деяких атракціонах. Відвідуваність падає майже вдвічі. Парк має великі фінансові проблеми.
Другий сезон починається 4 квітня 1990 р. Були створені нові атракціоні, місця харчування та проживання. Грошовий обіг збільшується на 22%.
У 1992 р. відкривається Діснейленд, що позначилось на парку Астерікс зменшенням відвідуваності на 30%. Цифра загрожувала банкрутством. Аби парк вижив, керівництво звільнило багато працівників і скоротило бюджет. Саме відмінність парку від Діснейленду, його французький колорит врятували парк Астерікс.
У 1994 р. була відкрита частина Антична Греція. Об’єм продажів збільшився на 32%. Вперше тематичний парк був вигідним. У 1997 р. атракціон Грім Зевса привабив 1,9 мільйона відвідувачів.
Сезон 1999 р. закриває 2 мільйони відвідувачів. У 2002 р. Disneyland Resort Paris відкриває свій другий тематичний парк: Walt Disney Studios Park. Це викликало побоювання різкого зниження відвідуваності парку Астерікс, але цього не сталося: гостей у цей рік було на 100 тисяч гостей більше, ніж очікувалося.
Відвідуваність трохи меншає у 2007 р. Через це розважальному комплексу відводиться третє місце у Франції. Його перевершив Футуроскоп і паризький Діснейленд. У тому ж році парк Астерікс в перший раз відкрився під час Різдва. У 2008 р. парк переживає зростання відвідуваності на 12%, а зростання доходів на 7,54%. Це пояснюється збільшенням числа робочих днів (після запуску зимового сезону).
Щоб відсвяткувати двадцяту річницю парку в 2009 р., була запущена реконструкція та програма реабілітації. Група планує розробити 2 нових атракціони до 2014 р. і 100 нових номерів. У парку побудовано конференц-центр для корпоративних клієнтів.

## Розділення на сектори
Парк розділений на декілька частин, пов’язаних зі світом Астерікса. 

### Via Antiqua
Ця область забезпечує доступ у центр парку. Саме тут розташовані інформаційні пункти, магазини, закусочні, великий ринок Lutece. Тут побудований Біг Бен, типовий голландський млин, лавки, у вітринах яких виставлені галльські та романські обладунки.

### Римська Імперія
Якщо вийти з Via Antiqua, гості парку потрапляють в область, стилізовану під стародавню Римську імперію. Тут є гумористичні знаки та розмітка, а також декілька атракціонів. Ілюстрацією приказки, що всі шляхи ведуть у Рим, є вказівник зі стрілками, які показують напрямок у різні боки. На кожній стрілці написано «Рим».
• Ромус та Рапідус – швидкі ріки – атракціон, побудований у 1989 р. Довжина – 540 метрів, кожний човен вміщує 9 осіб. Перша назва була Стікс, яка походила від річки Аїда у грецькій міфології. Зараз назва походить від імен Ромул і Рем – засновників Риму.
У 2006 р. з човна впав та потонув хлопчик. Атракціон декілька разів закривали. Останній раз – у 2008 р. Тоді налагодили систему безпеки, додали рятувальні жилети. Розслідування не виявило вини співробітників парку в смерті хлопчика.
• Шпигуни Цезаря (побудовано у 1998 р.) – кожен їде у власній колісниці з педалями, відчуваючи себе воїном з війська Цезаря. На висоті п'ять метрів відвідувачу треба уважно оглянути і зібрати потрібну інформацію про село галлів.
• Виклик Цезаря – відвідувачі мають пройти випробування, аби бути зарахованими в армію Цезаря.
• Велика дерев’яна російська гірка починається з вертикального спуску з висоти більше 30 метрів. Відвідувачів парку везуть по трасі довжиною більше кілометра зі швидкістю 80 кілометрів на годину.
Покататися на конику, який весь час скаче, зможуть дітлахи, та ще й в штанях самого Обеліска. Це можна зробити на Каруселі Цезаря. Для дітей також курсує маленький потяг, побудований у 1989 р.
У 2008 р. у цій секції відкрився атракціон Цезаря. Спочатку на екранах демонструють веселі сценки з відвідувачами, потім до гостей виходить сам Цезар, який розповідає історії з трибуни. Після цього починається 3D-подорож Римською імперією.

У секторі Римської імперії також влаштовують комедійне шоу, яке об’єднує цирк та магію. На арені на 500 місць разом з акторами, дресирувальниками тварин, фокусниками, ремісниками, чарівниками і героями коміксів кожен може пограти в галлів та римлян.

### Антична Греція
За часів Астерікса протягом століття ця земля була римською провінцією. Боги Олімпу оселилися тут, аби випробувати мужніх галлів.
Ця область отримала грецьку тематику у 1994 р. Вона розташована на околиці Римської імперії. Побудована на основі еллінського світу та міфології, включає п’ять розваг.
• Троянський кінь, побудований у 1989 р. – велика платформа, де встановлені стільці, яка підіймається та падає у різні боки.
• Політ Ікара – американські гірки, засновані на міфі про політ і падіння Ікара (побудовані у 1994 р., довжина – 410 метрів, швидкість – 42 кілометри на годину). П’ять вагончиків можуть обслуговувати до 1150 осіб на годину.
• Річка Еліс (побудована у 1997 р.) – спокійна подорож на човниках вздовж садів грецького селища.
• Лернейська Гідра (побудована у 1995 р.) – атракціон, який нагадує щупальці восьминога.
• Грім Зевса – третя за довжиною дерев’яна гірка у Європі. Атракціон відкритий у 1997 р. Довжина гірки – 1232 метри, максимальна швидкість – 80 кілометрів на годину, пропускна здатність – 1000 осіб на годину по 28 за один заїзд.
Поряд з атракціоном розташована велика статуя Зевса у кольоровій нижній білизні.
У номінації «Найкращі дерев’яні гірки Європи» атракціон був переможцем у 2002, 2003, 2004 та 2005 роках.
Театр Посейдона, побудований у 1989 р., пропонує подивитись 20-хвилинне шоу дельфінів та морських котиків. Якщо спуститися в нижній ярус театру, можна зовсім близько побачити дельфінів. Щоб наповнити цей басейн, необхідно 3400000 літрових пляшок води.

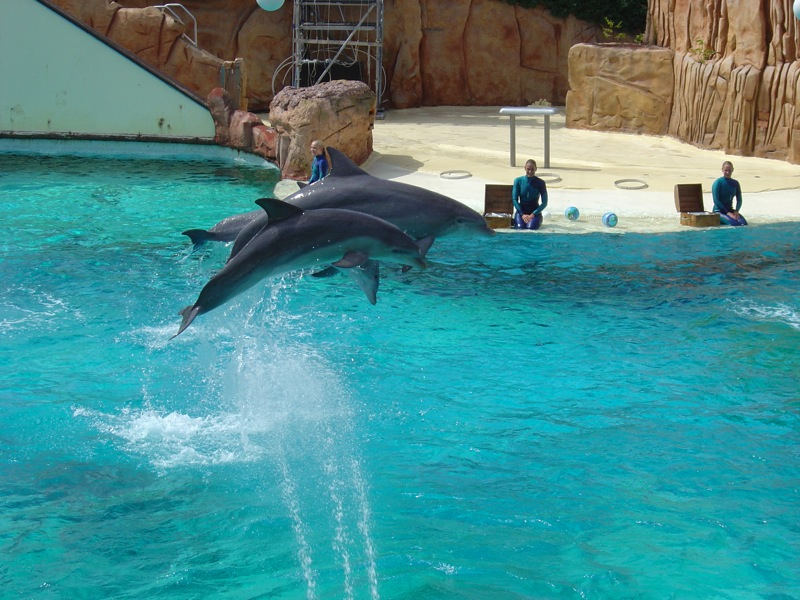
Театр Посейдона

У цій секції розташований грецький базар, де можна придбати сувеніри, солодощі, іграшки.

### Галлія
Всі дороги в парку Астерікс ведуть до селища галлів, жителі якого використовують магічну рідину в боротьбі з римлянами та їх полководцем Цезарем. Тут скрізь розташовані маленькі магазини з сувенірами та колоритними аксесуарами. Тут же знаходиться ресторан самообслуговування з галльскими стравами: ковбаси, сири, вина, солодощі, маленькі закусочні з паризькими делікатесами, лавки з морозивом, каштанами, цукровою ватою і льодяниками.
У селищі галлів проходять всі основні святкові заходи, розташована будівля великого цирку та кінотеатр.
Майданчик частково відновлює селище Астерікса з коміксів. Він відкритий у 2004 р., працює з 12.30 до вечора. Тут побудовані хатини з каміння, криті колодами або соломою, можна зустрітися з Астеріксом, Обеліксом та їхніми друзями.

Серед атракціонів – поїздка навколо селища, під час якої можна знайти символи основних пригод Астерікса; ліс друїдів – дитячий ігровий майданчик з гірками та печерами; каруселі-горщики. Один з атракціонів Менгір Експрес - подорож через ліс тривалістю приблизно п’ять хвилин, доповнена двома падіннями. Він був відкритий у 1995 р. Його довжина – 627 метрів.
Слід Ура – другі за довжиною та перші за швидкістю бобслей-гірки у Європі. Під час подорожі через печери відвідувачі бачать етапи розвитку печерної людини. Довжина – 900 метрів, швидкість – 60 кілометрів на годину.
Наступний атракціон складається з довгого шляху біля статуї Астерікса та двох падінь. Різні ефекти для туристів були врешті видалені або замінені, бо не відповідали потрібній безпеці. Довжина – 627 метрів, висота – 11 метрів.
Окрім атракціонів у селищі з 2007 р. проходить магічне шоу. Його демонструють у театрі на 600 місць під назвою Panoramix.

### Вікінги
Секція вікінгів розташована на околицях Великого Озера.
У частині «Вікінги» є грот, на стінах якого зображена звивиста петля величезного спуску. Тут розташована приголомшлива «мертва петля» - атракціон Goudurix – різновид американських гірок. Зі швидкістю більше 70 км гірка несе вгору на висоту 35 м і вниз, долаючи понад 950 метрів звивистої траси.
Goudurix - це сталева гірка, яка є однією з головних визначних пам'яток парку. Побудована у 1989 р. До 1995 р. вона займала перше місце за кількістю інверсій. Час у дорозі становить 1 хвилину 20 секунд. На двадцятиріччя парку атракціон перефарбували у жовтий, червоний та коричневий кольори.

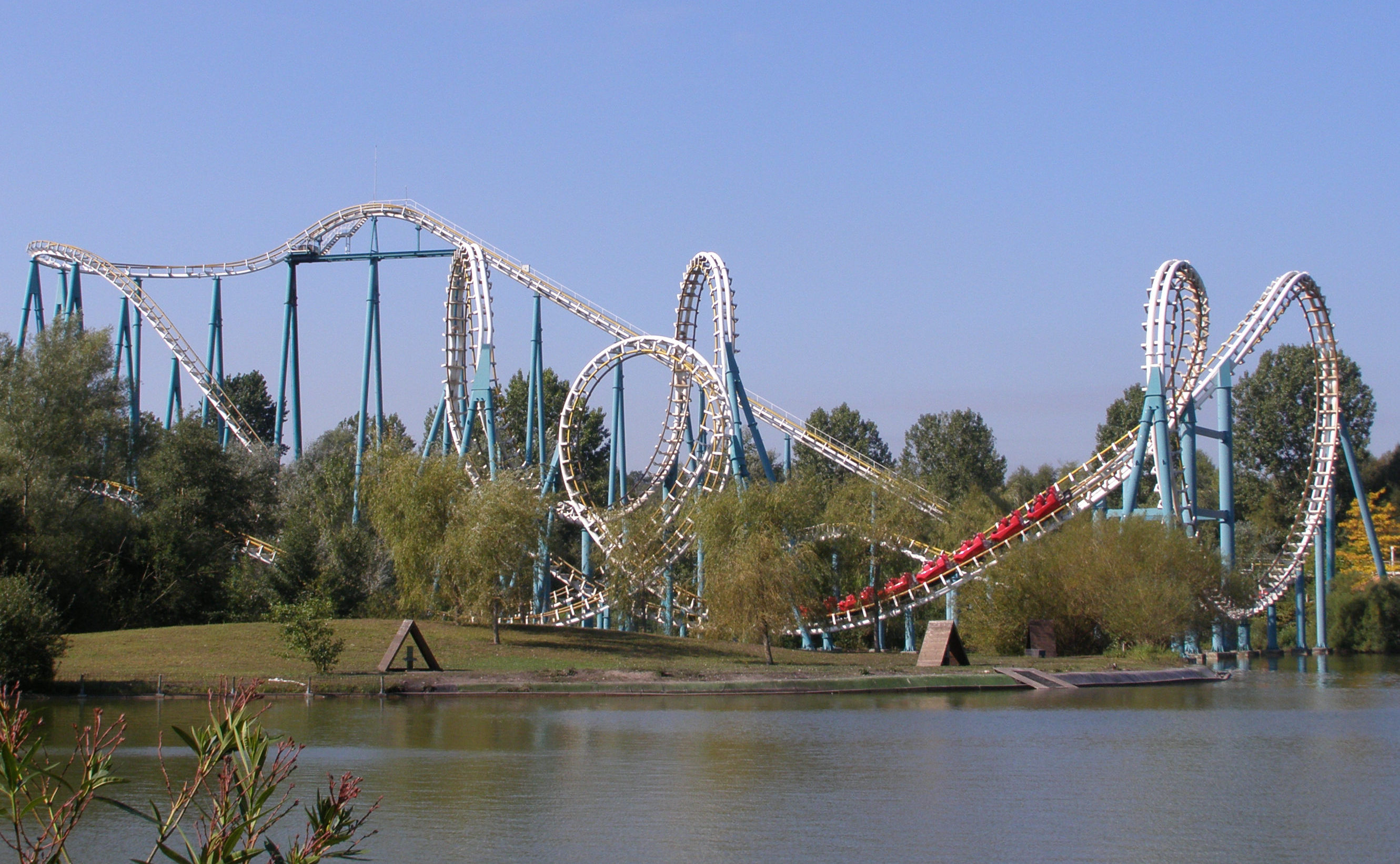
Goudurix

Goudurix має сім інверсій: метелик, бумеранг, вертикальна петля, подвійний штопор.
Наступний атракціон – прогулянка на великих човнах, які тихо пливуть річкою назустріч 10-метровому спуску. Для маленьких дітей створено атракціон з маленькими машинками, якими вони можуть керувати.

### Подорож у часі
Ця частина парку відтворює середньовічну Францію. Тут побудовані каруселі, кілька гойдалок, великий фонтан та лавочки для відпочинку. Це все оточує старовинну фортецю. За її стінами можна подивитися публічну страту на площі (і навіть взяти участь в ролі ката чи ув'язненого) і зазирнути в печеру дракона, де в підвалах старовинного замку живуть казкові привиди і монстри.
На головній площі фортеці вечорами проходять виступи артистів з балагану, які показують циркові трюки і виступають з хижими птахами, зміями і ведмедями. Вечорами старовинна фортеця висвітлюється за допомогою смолоскипів.
На Паризькій вулиці епохи і звичаї сплелися в химерну картину. Від Середньовіччя до наших днів, ця прогулянка перетвориться в подорож у часі від XVII до XVIII ст. з трубадурами, ремісниками, скульпторами по дереву, гончарями, ковалями, трьома мушкетерами, а також знаменитою Джокондою. На площах і вулицях старого Парижа присутні талановиті сировари та винороби.
На Паризькій вулиці гості потрапляють у світ французького живописця Дега і композитора Оффенбаха, письменника Мопассана і на урочистості з приводу взяття Бастилії.
Атракціон Трансдемоніум був відкритий у 2003 р. Він являє собою потяг-привид і везе відвідувачів шляхом підземного замку з різкими поворотами, світловими та звуковими ефектами, муміями, кажанами та скелетами. Довжина – 300 метрів, максимальна швидкість – 25 кілометрів на годину. На атракціон витратили 6 мільйонів євро.
Також у цій секції розташований Оксіженаріум, побудований у 1999 р. Шість відвідувачів сідають в надувний човен і з висоти 400 метрів стрімко несуться вниз по водній гірці. Атракціон має софістичну систему очищення повітря. У 2001 р. Оксеженаріум отримав приз за «Досягнення з обмеженим бюджетом».
У 1996 р. був відкритий атракціон, де між крадіями та поліцейськими виникає сутичка через Джоконду. Під час гонки використовують піротехніку.

## Надзвичайні події
5 червня 2006 р. бельгійський шестирічний хлопчик потонув на атракціоні Ромус та Рапідус (тоді він називався «Стікс»). Дитина була у складі гурту з літнього табору, вона впала в воду у найглибшій частині шляху. Розслідування не виявило вини співробітників парку в смерті хлопчика.
Атракціон декілька разів закривали. Останній раз – у 2008 р. Тоді налагодили систему безпеки, додали рятувальні жилети. Атракціон відкрили під назвою Ромус та Рапідус.
23 травня 2010 р. у парку Астерікс жорстоко побили цілу сім’ю. 11 липня 2010 р. чотири людини було поранено під час бійки, яка спалахнула у черзі.

## Нові сектори та атракціони
У квітні 2012 р. у парку розваг Астерікс планують відкрити секцію Єгипет.
Нова секція площею 2 га буде присвячена Стародавньому Єгипту. Зона з новими атракціонами коштує 20 мільйонів євро, що є найбільшою інвестицією у парк з моменту його створення. Тут планують побудувати перевернуту гірку, якої ще не було у Франції. Швидкість пересування – 87 кілометрів на годину.